# Josef Juran
Josef Juran (12. února 1885 Rudka – 26. prosince 1963 Brno) byl československý politik, meziválečný i poválečný člen Národního shromáždění za Komunistickou stranu Československa a člen odboje za druhé světové války.

## Biografie
Jeho otec byl tesařem a pracoval u důlní společnosti. Vyučil se slévačem v Brně. Před první světovou válkou působil ve Vídni, Budapešti a Štýrském Hradci. Po válce se zapojil do dělnického hnutí na Brněnsku. Byl aktivní jako organizátor dělnických protestů a stávek, za což byl politicky stíhán a vězněn. Zpočátku se angažoval v Československé sociálně demokratické straně dělnické, ale roku 1921 patřil mezi spoluzakladatele KSČ. Působil na místní úrovni jako komunistický starosta města Rosice v letech 1938–1939.
V parlamentních volbách v roce 1925 získal poslanecké křeslo v Národním shromáždění. Mandát obhájil v parlamentních volbách v roce 1929. Podle údajů k roku 1930 byl profesí slévačem v Rosicích u Brna. V parlamentních volbách v roce 1935 získal senátorské křeslo v Národním shromáždění. V senátu setrval do prosince 1938, kdy jeho mandát zanikl v důsledku rozpuštění KSČ.
Během války působil od roku 1943 jako člen československé vojenské jednotky v Sovětském svazu. Znovu se do parlamentu vrátil po válce. V letech 1954–1963 zasedal opět v Národním shromáždění (po roce 1960 Národní shromáždění Československé socialistické republiky).
K roku 1954 se profesně uvádí jako člen Ústřední revizní komise KSČ a tajemník Krajského výboru KSČ Brno. V letech 1945–1953 byl členem a v období let 1950–1953 předsedou Krajského výboru KSČ v Brně. Zastával i vysoké stranické funkce na celostátní úrovni. VIII. sjezd KSČ ho zvolil členem Ústřední revizní komise KSČ. Do této funkce ho zvolil i X. sjezd KSČ a XI. sjezd KSČ. Na celostátní konferenci KSČ 18. prosince 1952 byl zvolen kandidátem Ústředního výboru Komunistické strany Československa. V roce 1955 získal Řád republiky a roku 1960 Řád Klementa Gottwalda.
Přispíval do brněnského listu Rovnost a byl členem redakční rady tohoto deníku. V roce 1955 vyšla o činnosti Josefa Jurana kniha Za socialistickou republiku, v níž je obsažen výbor z jeho projevů v meziválečné sněmovně a senátu. V roce 1979 pak v nakladatelství Blok vyšla životopisná kniha Josef Juran, poslanec a senátor KSČ, jejímž autorem byl Otakar Franěk. Po Josefu Juranovi byla pojmenovaná v letech 1948–1975 Juranova nemocnice v Brně-Králově Poli (původně soukromé sanatorium MUDr. Jana Navrátila), jméno tohoto komunistického politika nesl n. p. Juranovy závody Brno, v Rosicích pak Juranovo náměstí (nynější Komenského náměstí) a kulturní dům. V Brně a Rosicích mu byly vztyčeny sochy (po roce 1989 odstraněné). Jedna z nich stojí u Klamovy huti v Blansku.